# Jason Young (Eishockeyspieler)

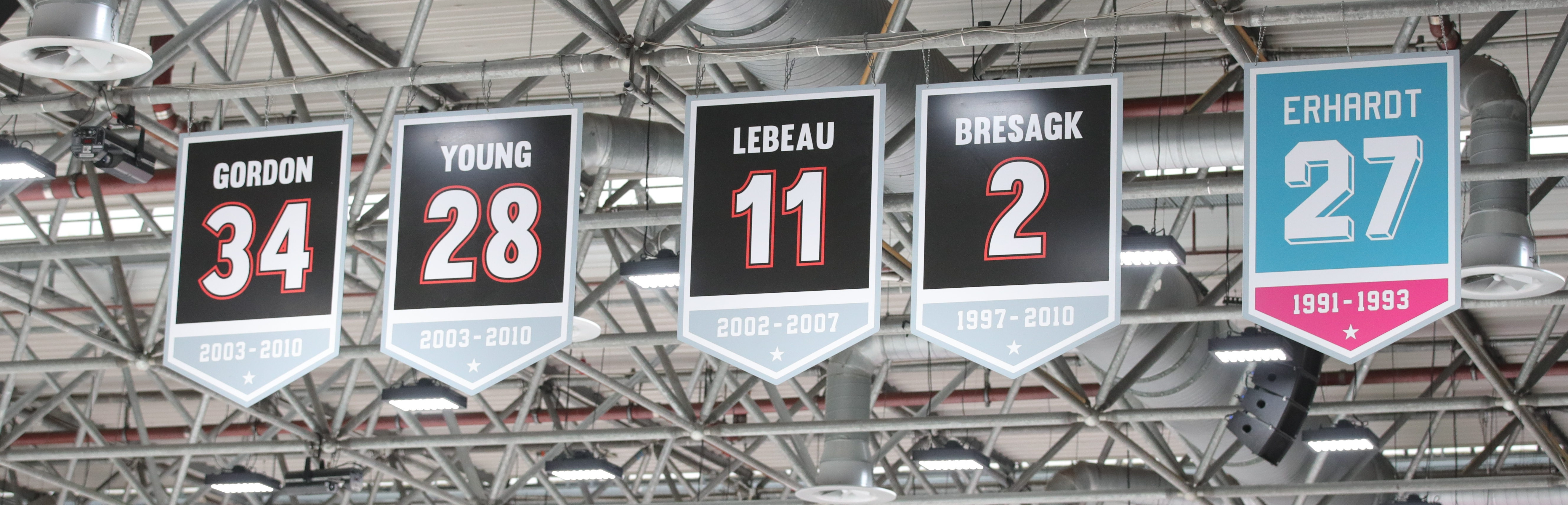
Youngs Trikot unter dem Hallendach der Eissporthalle Frankfurt (2023)

Jason Young (* 16. Dezember 1972 in Greater Sudbury, Ontario) ist ein deutsch-kanadischer Eishockeyspieler, der bis 2010 bei den Frankfurt Lions in der Deutschen Eishockey Liga spielte.

## Karriere
Als Junior spielte der Center in seiner Heimatstadt bei den Sudbury Wolves, einem kanadischen Profi-Juniorenteam aus der OHL. Beim NHL Entry Draft 1991 wurde der Linksschütze an Position 57 in der dritten Runde von den Buffalo Sabres ausgewählt. Die Sabres schickten Young 1992 in die American Hockey League zu ihrem Farmteam Rochester Americans, bei denen er drei Jahre blieb, ohne einen Einsatz in der NHL zu absolvieren. Anschließend spielte der Angreifer für die kanadische Eishockeynationalmannschaft.
Nach einer Saison in der Schweiz beim HC Thurgau spielte der Kanadier ab der Saison 1998/99 in Deutschland. Youngs erste Station waren die Adler Mannheim, mit denen er 1999 seine erste deutsche Meisterschaft gewinnen konnte. Nach einer Saison wechselte der Angreifer zu den Kölner Haien, für die er von 1999 bis 2002 in der DEl auf dem Eis stand. Nach einer verlorenen Finalserie im ersten Jahr, konnte Young schließlich 2002 auch mit den Haien deutscher Meister werden. Die Spielzeit 2002/03 verbrachte der Kanadier beim ERC Ingolstadt und wechselte zur Saison 2003/04 zu den Frankfurt Lions, mit denen er gleich im ersten gemeinsamen Jahr seinen dritten deutschen Meistertitel gewinnen konnte. Seit der Saison 2004/05 ist der Mittelstürmer Kapitän der Frankfurt Lions und verzeichnete in dieser Saison seine bis dahin persönliche Bestmarke von 48 Scorerpunkten in der Hauptrunde, welche er jedoch in der Spielzeit 2007/08 mit 62 Punkten übertreffen konnte und zugleich zweitbester Scorer seines Teams wurde. Aus diesem Jahr resultiert auch seine Saisonbestleistung inklusive Play-off von 75 Punkten.
Am 20. Januar 2008 absolvierte Jason Young gegen die Nürnberg Ice Tigers bereits sein 600. DEL-Spiel. In diesen 600 Spielen konnte er, inklusive Playoffs, insgesamt 475 Scorerpunkte erzielen.
Nach der Insolvenz der Frankfurter Lions beendete er seine Karriere.

## Erfolge und Auszeichnungen
- 1999 Deutscher Meister mit den Adler Mannheim
- 2002 Deutscher Meister mit den Kölner Haien
- 2004 Deutscher Meister mit den Frankfurt Lions

## Karrierestatistik
(Legende zur Spielerstatistik: Sp oder GP = absolvierte Spiele; T oder G = erzielte Tore; V oder A = erzielte Assists; Pkt oder Pts = erzielte Scorerpunkte; SM oder PIM = erhaltene Strafminuten; +/− = Plus/Minus-Bilanz; PP = erzielte Überzahltore; SH = erzielte Unterzahltore; GW = erzielte Siegtore; 1 Play-downs/Relegation; Kursiv: Statistik nicht vollständig)

## Privates
Jason Young ist verheiratet und hat zwei Töchter und einen Sohn. Im August 2007 erhielt er die deutsche Staatsbürgerschaft.